# Acarterus londti
Acarterus londti är en tvåvingeart som beskrevs av Sinclair 1996. Acarterus londti ingår i släktet Acarterus och familjen puckeldansflugor. Inga underarter finns listade i Catalogue of Life.